# Carmine Crocco
Pour les articles homonymes, voir Crocco.
Carmine Crocco, dit Donatello, ou encore Donatelli, est un hors-la-loi italien né le 5 juin 1830 à Rionero in Vulture et mort en prison le 18 juin 1905 à Portoferraio. Figure majeure du brigandage post-unitaire dans la région de la Basilicate, il fut un moment à la tête d'une bande de plus de 2 000 hommes, oscillant entre l'appui aux Bourbons et le banditisme.
Véritable chef de guerre, il reçut le surnom de « Napoléon des brigands » et fut en son temps un héros populaire, faisant de la Basilicate le cœur de la réaction armée contre la maison de Savoie.
Successivement soldat dans l'armée des Bourbons, déserteur, partisan garibaldien, puis légitimiste, il finit par agir pour son propre compte, se distinguant des autres brigands de son époque par l'utilisation d'une véritable tactique militaire et par sa maîtrise des techniques de guérilla.
Arrêté en 1864 alors qu'il cherchait refuge dans les États pontificaux, il fut traduit en 1870 devant un tribunal italien, condamné à mort, puis à la réclusion à perpétuité. Il consacra le reste de sa vie à rédiger une autobiographie qui fit le tour de la Péninsule et devint un objet d'étude pour les historiens, les sociologues et les linguistes
Considérée, au début du XXe comme celle d'un voleur et d'un assassin, son histoire a été revisitée, à partir des années 1950, par l'école révisionniste, qui le considère comme « l'animateur et le porte-drapeau de la révolution paysanne». Il reste, encore aujourd'hui, un personnage controversé.

## Biographie

### Enfance
« Le brigand est comme un serpent, si on ne le taquine pas il ne mordra pas »

— Carmine Crocco

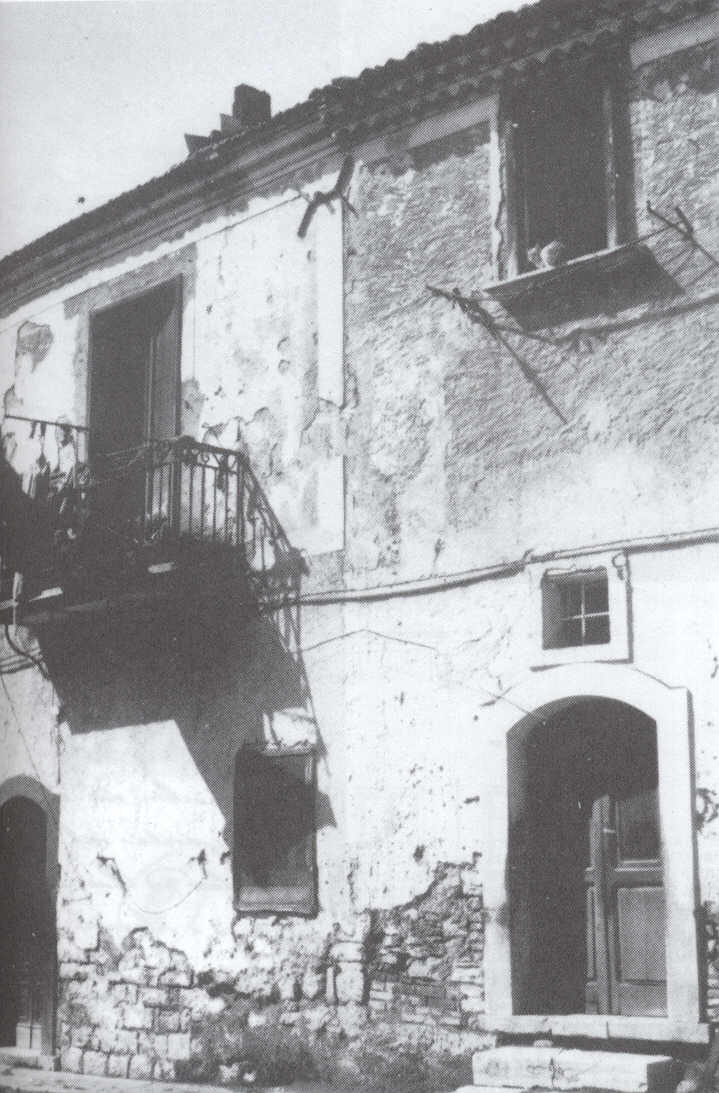
La maison natale de Crocco, qui abrite aujourd'hui une armurerie

Carmine Crocco naît à Rionero in Vulture, une cité de 10 000 âmes appartenant alors au royaume des Deux-Siciles. Selon l'acte de naissance conservé à l'état-civil de Rionero, son nom de famille est bel et bien Crocco, le nom de Donatello (ou Donatelli), sous lequel il a parfois été évoqué, étant en réalité un surnom appartenant à son grand-père paternel, Donato Crocco.
Le père de Carmine, Francesco, est un berger au service de Don Nicola Santangelo, membre d'une noble famille de la province de Venosa. Sa mère, Maria Gerarda Santomauro, est une ménagère qui cultive un lopin de terre à Rionero.
On connait l'enfance de Carmine grâce aux mémoires qu'il a rédigés. Second d'une fratrie de cinq enfants (trois frères, Donato, Antonio et Marco ; une sœur, Rosina), il vit une enfance paisible, mais misérable, dans un monde ou chacun doit travailler d'arrache-pied pour survivre.
Il grandit en écoutant les récits de son oncle Martino, ancien sergent-major de l'artillerie napoléonienne qui a perdu une jambe au siège de Saragosse.
Une matinée d'avril 1836, un lévrier entre dans la maison des Crocco et y tue un lapin. Un des frères de Carmine, Donato, assomme le chien à coups de gourdin. Mal lui en prend : l'animal appartient à don Vincenzo, un gentilhomme des environs. Trouvant le cadavre de son chien à proximité de la maison des Crocco, Don Vincenzo rosse le jeune Donato, auquel il administre le fouet.
En tentant de protéger son fils, la mère, enceinte de cinq mois, reçoit au ventre un violent coup de pied qui la fera avorter et l'obligera à garder le lit pendant une longue période. Peu de temps après, le père de Crocco est accusé de tentative d'assassinat sur don Vincenzo, arrêté et transféré à la prison de Potenza. La mère sombre alors dans la dépression. Devenue folle, elle est internée dans un asile d'aliénés. Les biens de la famille sont vendus et dispersés. Les enfants sont confiés à des parents.

### Adolescence
Le jeune Crocco et son frère Donato partent travailler comme bergers dans les Pouilles, revenant à intervalles dans leur ville natale pour y constater la dégradation de l'état de santé de leur mère, qui meurt peu de temps après avoir été internée.
En 1845, alors âgé de quinze ans, Carmine sauve la vie d'un noble local, don Giovanni Aquilecchia di Atella, au moment où celui-ci tente imprudemment de traverser le cours de l'Aufide en crue. Il reçoit une récompense de 50 ducats, qu'il utilise pour retourner dans sa cité natale et obtenir, par l'intermédiaire de Pietro Ginistrelli, son influent beau-frère, la libération de son père. Ce dernier rentre chez lui usé et malade. Carmine doit assumer le rôle de chef de famille et s'engage comme paysan sur l'exploitation de don Biagio Lovaglio, à Rionero. En mai 1847, il y fait la connaissance de don Ferdinando, le fils du même don Vincenzo dont sont venus tous ses malheurs. Il le trouve plus humain que son père. Gêné par le mal que ce dernier a infligé à sa famille, il offre au jeune Crocco de prendre la conduite d'une de ses fermes, mais celui-ci refuse, préférant louer des terres et espérant en tirer de quoi échapper au service militaire. Don Ferdinando s'engage alors à compléter la somme nécessaire au moment de l'appel. Sa promesse restera sans suite : ayant rejoint les révolutionnaires napolitains, le jeune gentilhomme est abattu par des soldats suisses à Naples, le 15 mai 1848.
Crocco se retrouve ainsi enrôlé dans l'artillerie de Ferdinand II, d'abord dans la garnison de Palerme, puis dans celle de Gaeta, avec le grade de caporal.
L'expérience militaire de Crocco dure quatre ans. Il finit par déserter après avoir tué un de ses camarades au cours d'un duel à l'origine obscure, peut-être lié à une rivalité amoureuse, peut-être après avoir été accusé injustement de vol par sa victime. Quoi qu'il en soit, l'expérience militaire marquera fortement le jeune homme et conditionnera la conduite de ses activités futures.

### Crime d'honneur et fuite
À son départ, c'est à sa sœur Rosina, à peine âgée de 18 ans, que revient la charge de soutenir la famille. Dans sa biographie, Crocco explique qu'elle fait alors l'objet des assiduités d'un homme qui s'est entiché d'elle, un certain don Peppino Carli. La jeune fille ayant fait montre d'une totale indifférence, l'homme commence à la diffamer, puis fait intervenir une entremetteuse, dont Rosina, ulcérée par son insistance, taillade le visage d'un coup de rasoir. Elle court ensuite se réfugier chez des parents.
Crocco ayant eu vent de l'incident, se sent alors obligé d'obtenir réparation de l'offense infligée à sa sœur. Informé des habitudes de don Peppino, qui fréquentait le soir un cercle de jeu, Crocco se poste devant son domicile et y attend le retour du gentilhomme, lui demande raison de ses agissements et le traite de « mascalzone » (scélérat). Insulté de cette manière, Don Peppino réplique en cinglant d'un coup de cravache le visage de Crocco. Ce dernier, aveuglé par la colère, sort alors son couteau et le tue.
Crocco s'enfuit alors et trouve refuge dans la forêt de Forenza, où il est assuré de retrouver d'autres individus en délicatesse avec la loi.
Soupçonnant que le brigand ait voulu justifier, a posteriori, sa carrière de hors-la-loi par un premier « crime d'honneur », le capitaine Eugenio Massa, qui assista Crocco lors de la rédaction de son autobiographie, a mené une enquête approfondie sur les lieux, une quarantaine d'années après les faits. Avec l'aide du médecin Basilide Del Zio, Massa parvint à démontrer que, dans les années 1850, il n'y avait eu à Rionero aucun délit ressemblant à celui décrit par Crocco dans ses mémoires.
Dans sa biographie sur le brigand, Basilide Del Zio confirme la version de Massa et soutient que la version du crime d'honneur n'a pas de fondement.
La version du crime d'honneur a cependant longtemps été prise au sérieux, selon l'historien Ettore Cinnella, parce qu'on s'est fié aux rééditions successives de l'autobiographie de Carmine Crocco, qui n'étaient pas accompagnées, à l'inverse de la première édition, de l'appareil critique rédigé par Massa.
C'est pendant cette période que Crocco prend ses premiers contacts avec d'autres hors-la-loi, constituant avec eux une bande armée vivant de vols et d'abus. Il est arrêté, condamné à 19 années de prison et transféré au bagne de Brindisi le 13 octobre 1855. Le 13 décembre 1859, il parvient à s'évader et se réfugie dans les bois de Monticchio (en) et de Lagopesole (it).

### Révolution libérale

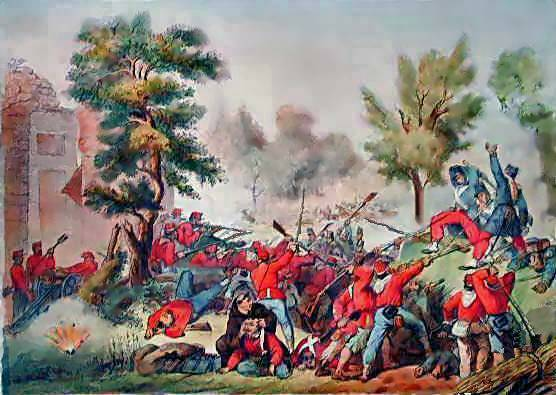
La bataille du Volturno, à laquelle Crocco participa aux côtés des garibaldiens.

Une fois évadé de prison, Crocco est informé par des notables de la région que Camillo Boldoni, membre du comité insurrectionnel calabrais, pourrait accorder la grâce aux déserteurs qui rejoindraient la campagne de Giuseppe Garibaldi contre les Bourbons (Expédition des Mille). Crocco, tablant sur une amnistie, rejoint alors la révolution libérale de 1860 et se joint aux insurgés calabrais et à l'armée garibaldienne (17 août 1860) pour suivre Garibaldi jusqu'à son entrée à Naples.
Il combat comme sous-officier à Santa Maria Capua Vetere, puis dans la bataille du Volturno (1860).
Selon le témoignage des révolutionnaires de l'époque, Crocco servait avec zèle et démontrait alors un réel attachement au mouvement national.
Ceint de l'écharpe tricolore, il revient victorieux dans sa patrie. Certain d'obtenir sa grâce, il se rend à Potenza, chez le gouverneur Giacinto Albini, qui lui assure que l'amnistie sera promulguée. Mais en réalité, les choses évoluent différemment : il n'est pas gracié et un mandat d'arrêt est émis contre lui.
Sa peine est aggravée en raison de l'enlèvement de Michele Anastasia, capitaine de le Garde nationale de Ripacandida, qu'il a réalisé avec l'aide de Vincenzo Mastronardi, avant les premiers mouvements révolutionnaires du mois d'août. Crocco tente alors de s'enfuir, mais il est arrêté à Cerignola et à nouveau incarcéré.

### Début de la réaction
Entretemps, le peuple lucanien, frappé par la misère et par le renchérissement des biens de première nécessité, commence à se révolter contre l'État italien à peine constitué et dont la mise en place n'apporte pas d'amélioration immédiate, tandis que la classe bourgeoise, autrefois fidèle aux Bourbons, maintient ses privilèges après avoir appuyé, par pure opportunité, la cause du Risorgimento.
L'augmentation des impôts, le service militaire obligatoire, l'exécution sans recours des réfractaires, l'absence de redistribution des terres, restées entre les mains des grands propriétaires, augmentent le mécontentement de la population, alors que s'installe un régime policier sanctionnant parfois le simple délit d'opinion. Une habitante de Melfi, Maria Teresa Capogrossi, qui lavait son linge en compagnie d'autres lavandières, est arrêtée pour avoir proféré des paroles élogieuses à l'égard des Bourbons et dénigrant le nouveau pouvoir.
Dans de nombreuses localités de la province, des révoltes paysannes éclatent, qui sont immédiatement réprimées et qualifiées de « réactionnaires et antilibérales » par le Governo Prodittatoriale Lucano.
Les membres des comités favorables aux Bourbons, décidés à remettre sur pied l'ancien régime, se mettent alors en état d'exploiter la fureur populaire et cherchent un homme capable de mener la révolte. Les Fortunato, une puissante famille royaliste, font alors évader Crocco, détenu à la prison de Cerignola, juste avant qu'il ne soit transféré au bagne de Brindisi.
Furieux qu'on ne lui ait pas tenu parole, Crocco voit alors l'opportunité de se racheter en devenant le chef de l'insurrection populaire contre l'État italien à peine unifié, recevant pour cela un solide appui en termes d'hommes, d'argent et d'armes. Sans avoir jamais nourri de sympathies particulières pour la cause des Bourbons et prêt à tout pour effacer son passé, il décide de soutenir la cause de François II, le dernier roi des Deux-Siciles qui a succédé à Ferdinand II à la mort de celui-ci, certain de gagner, dans cette nouvelle aventure « l'argent et la gloire ».
Autour de Crocco, se réunissent de nombreux rebelles, la plupart poussés par la faim et par l'injustice, dans l'espoir qu'un changement politique puisse contribuer à améliorer leur existence.
Avec le soutien du clergé local et des puissantes familles liés aux Bourbons comme les Fortunato et les Aquilecchia de Melfi, Crocco prend le commandement de près de 2 000 hommes, rassemblant hors-la-loi, déshérités, anciens militaires de l'armée des Bourbons, anciens combattants de l'armée méridionale dissoute et déçus du nouveau gouvernement. À la tête d'une puissante armée encadrée par des lieutenants redoutables, comme Ninco Nanco, Giuseppe Caruso, Caporal Teodoro et Giovanni "Coppa" Fortunato, Crocco part à l'attaque sous le drapeau des Bourbons, mettant en effervescence plusieurs provinces du Sud de l'Italie et constituant une menace réelle pour le jeune État unifié.

### Au service de François II
En 1861, aux alentours de Pâques, Crocco occupe, en une dizaine de jours, la zone du Vulture. Dans chaque commune investie, il déclare caduque l'autorité de la Maison de Savoie, il institue une junte provisoire, ordonne que soient à nouveau exposés les emblèmes de François II des Deux-Siciles et fait entonner des Te Deum. Selon les chroniques de l'époque, les assauts menés par l'armée de Crocco se caractérisent par leur violence et leur sauvagerie. Les personnalités appartenant le plus souvent à la bourgeoisie sont rançonnées, enlevées ou assassinées par Crocco lui-même ou par ses lieutenants, tandis que leurs propriétés sont saccagées. Dans la plupart des cas, cependant, son armée est accueillie favorablement, et même soutenue, par les classes populaires.
Même Del Zio admet que le brigand « possédait des partisans dans chaque commune et était la terreur des commerçants » et des « grands propriétaires et des colons des exploitations les plus vastes et les plus étendues, qu'un simple billet de la main de Crocco exigeant de l'argent, des vivres et des armes plongeait dans la terreur ».
Le 7 avril, il occupe Lagopesole et transforme le château en place-forte. Le jour suivant, il investit Ripacandida, où il défait la garnison de la Garde nationale italienne et où le même Anastasia, qui avait dénoncé Crocco pour l'avoir enlevé, est tué.
Le 10 avril, les brigands entrent à Venosa et saccagent la ville, mettant en fuite les milices de la Garde nationale et les bourgeois qui se réfugient dans le château. Le peuple, accouru au devant de l'armée de Crocco, la guide jusqu'aux demeures des gentilshommes. Pendant l'occupation, Francesco Saverio Nitti, médecin et ancien carbonaro est assassiné et son habitation est rasée.
C'est ensuite le tour de la cité de Lavello, où Crocco institue un tribunal pour juger 27 libéraux. Les caisses communales sont dévalisées, pour un montant de 7.000 ducats, dont 6.500 sont jetés au peuple.
Le 15 avril, Crocco est accueilli triomphalement à Melfi, où ses hommes entrent en ville en assassinant et en mutilant le prêtre Pasquale Ruggiero.
Ce n'est qu'avec l'arrivée de renforts piémontais venus de Potenza, Bari et Foggia, que Crocco abandonne Melfi et déplace son armée vers Avellino, occupant quelques jours plus tard, les communes de Monteverde, Aquilonia (appelée alors "Carbonara"), Calitri, Conza et Sant'Angelo dei Lombardi,.
Le 16 avril, il tente de prendre Rionero, sa cité natale, mais il est repoussé par la résistance du parti démocratique mené par les familles Brienza, Grieco et D'Andrea qui parviennent à fédérer, contre Crocco, petits propriétaires et professions libérales, dénonçant comme complices aux autorités, dans une pétition de 300 signatures, les membres de la famille Fortunato, parmi lesquels Giustino, représentant du gouvernement des Bourbons après la répression des troubles de 1848. Après un autre revers subi dans les environs de San Fele, le 10 août, il reprend l'avantage avec la victoire de Ruvo del Monte, obtenue avec l'appui du peuple et au prix de l'assassinat d'une dizaine de notables. Il quitte ensuite la localité, avec sur ses talons les troupes régulières commandées par le major Guardi.
Après l'arrivée des troupes, les habitants de la commune de Ruvo sont châtiés, lors de terribles représailles, pour avoir collaboré avec la bande de Crocco. Le major Guardi ordonne au maire d'approvisionner ses troupes. Celui-ci s'y refuse, au motif que les brigands ont emporté les réserves avec eux. Il est arrêté, avec d'autres élus, pour attentat à la sécurité interne de l’État et complicité de brigandage.
Crocco prend ses quartiers à Toppacivita, à proximité de Calitri, où, le 14 août, il est attaqué par les royaux, qui subissent une défaite sévère. Cependant, doutant peut-être du succès de son expédition et désespérant des renforts plusieurs fois promis par les partisans des Bourbons, Crocco décide brutalement de dissoudre son armée et de traiter avec le nouveau gouvernement. Le baron piémontais Giulio De Rolland, récemment nommé gouverneur du Basilicate à la place de Giacomo Racioppi, démissionnaire, est disposé à négocier avec le brigand et il fait part de ses dispositions au général Enrico Cialdini, lieutenant du roi à Naples, qui lui indique que « seront récompensés ceux qui rendront des services, mais que la grâce plénière ne sera accordée à personne, ceci étant la prérogative du souverain ».

### Rencontre avec Borjes

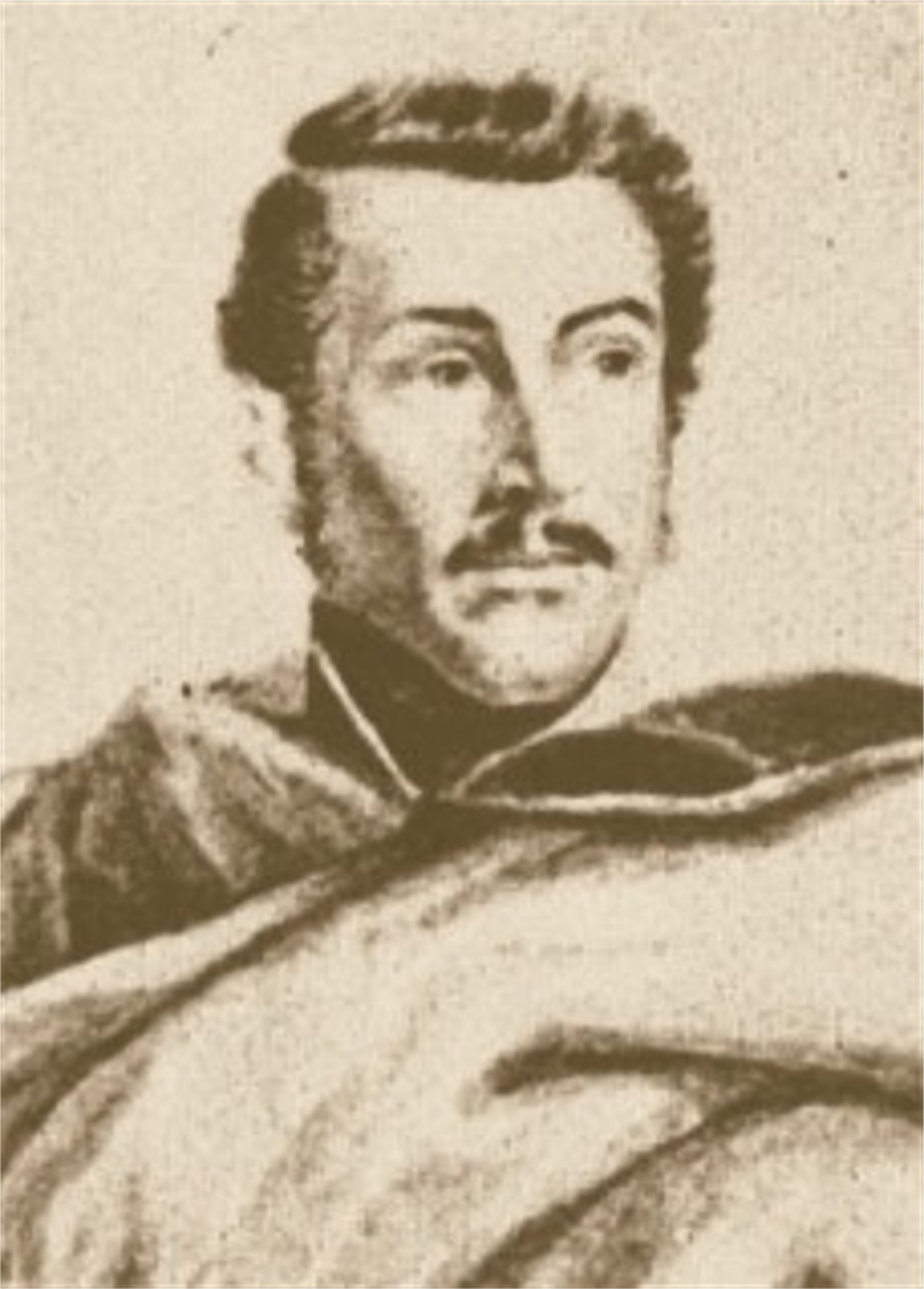
Josè Borjes

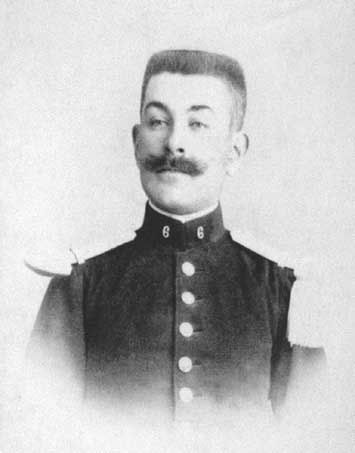
Augustin De Langlais

Crocco se ravise quand il lui semble que le gouvernement des Bourbons en exil s'apprête à lui envoyer des renforts. Le 22 octobre 1861, le général catalan Josè Borjes (it), vétéran des guerres carlistes est dépêché sur place par le général Tommaso Clary. Il rencontre Crocco dans les bois de Lagopesole. Ayant échoué à soulever la Calabre, il souhaite tenter l'aventure au Basilicate et espère trouver chez le hors-la-loi l'aide nécessaire à la réussite de son projet.
Borjes souhaite transformer la bande de Crocco en une véritable organisation militaire, en y introduisant discipline et tactique. Il se propose de conquérir les petites localités, d'y mettre en place de nouvelles autorités et d'enrôler de nouvelles recrues pour s'emparer de Potenza, alors solidement acquise aux Savoie. Crocco se montre réticent à ces nouvelles orientations : le général et sa suite (réduite à dix-sept hommes) ne lui inspirent pas confiance. Il craint de se voir dépossédé des zones qu'il a conquises et ne croit pas à la stratégie militaire du Catalan, estimant inutile d'attaquer les agglomérations et préférant mener une guérilla ciblant les gentilshommes favorables au nouveau régime. Mais le chef des brigands, s'inclinant devant l'expertise de Borjes en matière militaire, accepte l'alliance qui lui est proposée.
Sur ces entrefaites, arrive à Potenza un certain Augustin De Langlais, un Français qui se présente comme un agent des Bourbons et qui, selon le journal de Borjes « se fait passer pour un général et se comporte comme un imbécile ». Il va participer à de nombreuses expéditions aux côtés du bandit et se poser en coordonnateur des mouvements de la bande.

### La seconde campagne
Partant de Lagopesole, Crocco met à nouveau à feu et à sang de nombreux villages, y laissant commettre des atrocités telles qu'elles épouvantent même Borjes, mais sans pour autant perdre le soutien de la population. Il atteint les rives du Basento, où il parvient à recruter de nouveaux combattants, et occupe Trivigno, où il met en déroute la Garde nationale.
Giacomo Racioppi, l'ancien gouverneur du Basilicate, décrit ainsi l'invasion : « le peuple vient grossir les rangs des brigands, la région est mise à feu et à sac ; les citoyens respectables s'enfuient, se terrent, ou meurent les armes à la main ». Calciano, Garaguso, Salandra, Craco et Aliano tombent tour à tour entre les mains de Crocco.
Le 10 novembre, à la bataille d'Acinello, un des affrontements les plus importants de la période post-unitaire, il remporte une nette victoire sur un détachement composé de bersagliers et de gardes nationaux. Le 16 novembre, après s'être rendu maître de Grassano, Guardia Perticara, San Chirico Raparo et Vaglio (mise à sac pour s'être opposée aux brigands), il arrive dans les environs de Potenza. L'assaut sur le chef-lieu n'aura pas lieu, en raison d'un désaccord avec Borjes, et Crocco se replie avec ses hommes vers Pietragalla. Le 19 novembre, il tente d'entrer dans Avigliano (le pays natal de son lieutenant Ninco Nanco) mais les paysans et les artisans s'unissent aux bourgeois pour repousser l'assaut des brigands.
Le 22 novembre, Crocco et ses hommes occupent Bella et prennent des localités comme Balvano, Ricigliano et Castelgrande pour être finalement défaits à Pescopagano, laissant sur le terrain 150 brigands, morts et blessés.
Ayant épuisé les ressources dont il disposait, Crocco ordonne à ses hommes de se replier vers les bois de Monticchio. Doutant à nouveau de la victoire, et certain de ne jamais recevoir les renforts promis, il décide alors de rompre avec le général Borjes. Le général catalan, déconcerté par cette décision, se rend alors à Rome pour y faire son rapport et y organiser une nouvelle colonne de volontaires pour reprendre le combat. Pendant le trajet, Borjes, capturé par des soldats commandés par le major Enrico Franchini, est fusillé avec son entourage à Tagliacozzo. Crocco reste avec De Langlais, qui disparaît inexplicablement peu de temps après. En l'absence de ses conseillers étrangers, Crocco rencontre ses premières difficultés, alors que certains de ses hommes commencent à prendre des initiatives contraires à ses ordres. Toutes les localités conquises sont peu à peu reprises et l'autorité des Savoie y est restaurée. Les individus soupçonnés de brigandage ou de complicité sont arrêtés et exécutés, souvent de manière sommaire et sans autre forme de procès.

### Du légitimiste au brigand
Après sa collaboration avec Borjes, Crocco se consacre au banditisme : il détrousse les voyageurs, commet des déprédations, des enlèvements et des homicides, visant les familles aisées de la région, auxquelles il extorque des milliers de ducats. Il préfère désormais la guérilla à l'affrontement en milieu ouvert et divise son armée en petites bandes capables de se réunir pour affronter, le cas échéant, un effectif plus nombreux. Cette nouvelle tactique pose de nombreux problèmes aux détachements de l'armée royale, incapables de se saisir de ces bandes mobiles et réactives, bénéficiant en outre d'une excellente connaissance du terrain boisé et impénétrable de la région.
Alors que l'espoir d'une restauration s'éloigne, les partisans des Bourbons n'abandonnent pas Crocco. Les insurrections républicaines et l'expédition de Garibaldi contre les États pontificaux leur semblant de nature à distraire l'attention du gouvernement savoyard, ils cherchent à raviver l'insurrection.
Ses expéditions conduisent Crocco jusque dans les provinces d'Avellino, de Campobasso, de Foggia, de Bari et de Lecce, à Ginosa et à Castellaneta. Il s'y trouve souvent à collaborer avec d'autres brigands, comme Angelantonio Masini, ou Sergente Romano. Ce dernier, originaire des Pouilles, lui propose d'unir leurs forces, de faire mouvement sur Brindisi et d'occuper, sous la bannière des Bourbons, la région d'Otrante et les communes de la province de Bari. Échaudé par ses précédentes expériences légitimistes, Crocco ne donnera pas suite à cette proposition.
Pour faire face à cet ennemi apparemment invincible, la Garde nationale et l'armée se font aider par la Légion hongroise, qui donnera du fil à retordre au bandit et à ses troupes. Ces dernières, bien que perdant régulièrement des hommes, reconstituent aisément leurs effectifs en enrôlant les jeunes gens qui, pour éviter la conscription et l'exécution réservée aux réfractaires, gagnent le maquis. Les affrontements entre les brigands et les troupes italiennes ne donnent aucun signe de répit. Un des épisodes les plus brutaux se déroule en mars 1863, quand les bandes affiliées à Crocco (dont celles de Ninco Nanco, Caruso, Caporal Teodoro, Coppa, Sacchetiello et Malacarne), tendent une embuscade à un détachement de 25 chevau-légers de Saluces commandés par le capitaine Giacomo Bianchi, vétéran de la guerre de Crimée. Parce qu'ils ont fusillé des brigands, quelque temps plus tôt, dans les environs de Rapolla, une vingtaine d'entre eux, dont Bianchi, sont battus, puis exécutés.
L'automne suivant, Crocco, progressivement abandonné par la population et poussé par la pression des troupes royales, fait brièvement retour au légitimisme. Il fait circuler un appel à la révolte, jouant à la fois sur le sentiment religieux de la population et sur la mobilisation des républicains.
« 
Qu'attendons-nous ? Comment le ciel ne s'émeut-il pas ? Comment la terre ne tremble-t-elle pas ? Comment la mer ne déborde-t-elle pas à la vue des infamies commises, chaque jour, par l'iniquité de l'usurpateur piémontais ? Dehors les traîtres, dehors les mendiants, que vive le beau règne de Naples et son très pieux souverain ! Que vive Pie IX, le vicaire du Christ ! Et que vivent aussi nos ardents frères républicains,,!
 »

### Déclin

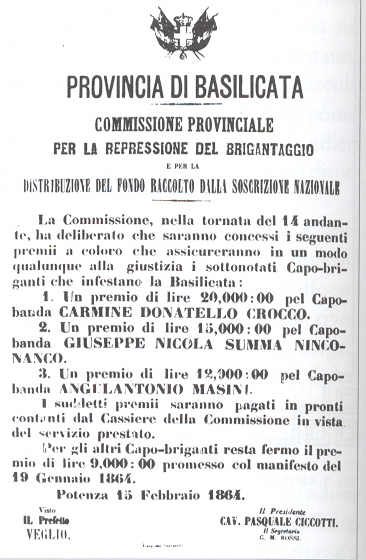
Avis de recherche et de récompense pour la capture de Crocco, Ninco Nanco et Angelantonio Masini

Entretemps, le général Fontana et les capitaines Borgognini et Corona organisent des négociations avec les brigands. Le 8 septembre, Crocco, Caruso, Coppa et Ninco Nanco se présentent volontairement pour parlementer. Ils sont hébergés dans une maison de campagne dans les environs de Rionero. Lors d'un banquet, Crocco assure de pouvoir convaincre ses 250 hommes de se rendre. Il demande qu'un sauf-conduit leur soit accordé et se met en route pour Lagopesole, brandissant le drapeau tricolore et criant, selon les chroniques locales « Vive Victor-Emmanuel ».
En réalité, le chef des brigands, probablement sceptique quant aux promesses du gouvernement savoyard, ou averti par des légitimistes, rejoindra le maquis sans donner suite aux négociations,.
Giuseppe Caruso, jusqu'alors un de ses plus fidèles lieutenants, s'éloigne alors de Crocco. Dans le même temps, le général Franzini, chargé de combattre le brigandage dans la région de Melfi, est remplacé, pour raisons de santé, par le général Emilio Pallavicini, un militaire aguerri qui a arrêté Garibaldi sur l'Aspromonte, alors que celui-ci se dirigeait vers les États pontificaux. Le 14 septembre 1863, à Rionero, Caruso se rend au général Fontana et accepte de collaborer. Il prépare sa revanche contre Crocco et ses anciens amis. Même les notables qui avaient soutenu la réaction, pressentant le caractère irréversible des changements en cours, commencent à prendre leurs distances avec Crocco. Ils tiennent des discours libéraux et sollicitent de l'État plus d'efficacité dans la lutte contre le brigandage.
Confié aux bons soins de Pallavicini, Caruso lui révèle les plans et les cachettes de l'organisation, servant aux troupes royales d'informateur et de guide dans le district de Melfi. Il obtient de ses anciens complices des informations précises et sûres qui échappaient jusqu'alors à l'armée. Pallavicini fait arrêter tous les parents des brigands, place sous étroite surveillance les prisons et les domiciles des suspects, travestit en brigands des détachements de soldats. Au lieu de traduire devant les tribunaux militaires les brigands capturés, Pallavicini les fait exécuter sur place. Ces mesures lui permettent d'enregistrer plus de succès lors des affrontements armés et d'affaiblir progressivement les bandes.

### Arrestation
Après la trahison de Caruso, Crocco est contraint de se cacher, en raison des renforts massifs envoyés à la Garde nationale par le gouvernement royal et de la sévérité des contrôles de police opérés sur les complices. Isolé, entouré de quelques rares fidèles et encerclé par les chevau-légers de Monferrato et de Lucca, il doit scinder ce qui reste de sa bande en groupuscules, pour les répartir dans des endroits stratégiques, comme les bois de Venosa et de Ripacandida. Il passe quatre mois d'hiver sans donner aucune nouvelle et réapparait en avril, à la tête d'un petit groupe de 15 hommes. Même acculé, il se montre difficile à appréhender, à tel point que Pallavicini reconnaîtra par la suite que Crocco et Ninco Nanco « bien qu'étant parmi les chefs de bande de la plus triste renommée », possédaient cependant « de vraies qualités militaires » et étaient « des plus habiles en matière de guérilla ».
Le 25 juillet 1864, les troupes de Pallavicini surprennent Crocco sur l'Aufide et déciment son groupe. Il parvient à s'enfuir, talonné par les bersagliers royaux guidés par Caruso, qui ne réussiront jamais à le prendre. Le 24 août 1864, face à une défaite désormais inévitable, Crocco, voyageant à travers montagnes et forêts, rejoint les États pontificaux, espérant y trouver un soutien de la part du clergé et s'y faire recevoir par le Pape, qui avait encouragé en son temps la cause légitimiste. Le jour suivant, c'est la gendarmerie papale qui l'arrête à Veroli et le jette dans une prison à Rome. Crocco s'estime trahi par le Pape et indiquera même qu'il a été soulagé, lors de son arrestation, d'une somme importante qu'il avait apportée avec lui dans sa fuite.
Le 25 avril 1867, Crocco est transféré à Civitavecchia et embarqué à bord d'un vapeur des Messaggeries impériales françaises à destination de Marseille. Il est prévu qu'il soit exilé à Alger mais, arrivé au large de Gênes, le navire est intercepté par le gouvernement italien, qui se déclare légitime à l'arrêter. Napoléon III exige que Crocco soit relâché, estimant que le gouvernement italien n'a aucun droit de procéder à une interpellation sur un navire relevant d'un autre État.
Après une brève détention à Paris, Crocco est renvoyé à Paliano, dans les États pontificaux, où il devient, avec la prise de Rome (1870), prisonnier de l'État italien. Il est transporté à Avellino, puis à Potenza. Sa réputation est telle que, durant son transfert, une foule nombreuse s'assemble pour le voir.

### Procès
Pendant le procès, qui se tient devant la Grande cour criminelle de Potenza, le brigand est inculpé de 67 homicides, 7 tentatives d'homicide, 4 attentats à l'ordre public, 5 faits de rébellion, 20 d'extorsion, 15 incendies de maisons et de récoltes, avec des dommages économiques de plus de 1 200 000 lire. Après trois mois de débats, la Cour le condamne à mort le 11 septembre 1872, l'accusant de nombreux délits, dont l'homicide volontaire, constitution de bande armée, vol, séquestration et rébellion contre la force publique. Un décret royal du 13 septembre 1874, pris dans des circonstances qui restent obscures, commue la peine en travaux forcés à vie, alors que d'autres brigands relevant des mêmes chefs d'inculpation sont exécutés.
Selon Del Zio, les motivations auraient été politico-diplomatiques ; le gouvernement italien aurait ainsi été influencé par « la volonté de la France ».
Francesco Guarini, l'avocat de la défense, demandant le renvoi à la fin de sa plaidoirie, affirma : « Si Crocco a été envoyé à Marseille en vue de sa déportation en Algérie, c'est en raison de transactions diplomatiques entre les États pontificaux et la France, avec la bénédiction du gouvernement italien ». Pendant son interrogatoire, Crocco soutint que les autorités papales ne pouvaient pas le libérer, car le gouvernement italien les auraient accusées, devant les puissances étrangères, de « favoritisme et de protection à l'endroit du bandit ». Au prononcé de la sentence, Crocco est d'abord assigné au bagne de l'île de Santo Stefano, puis à la prison de Portoferraio, dans la province de Livourne, où il passera le restant de ses jours.

### Dernière période

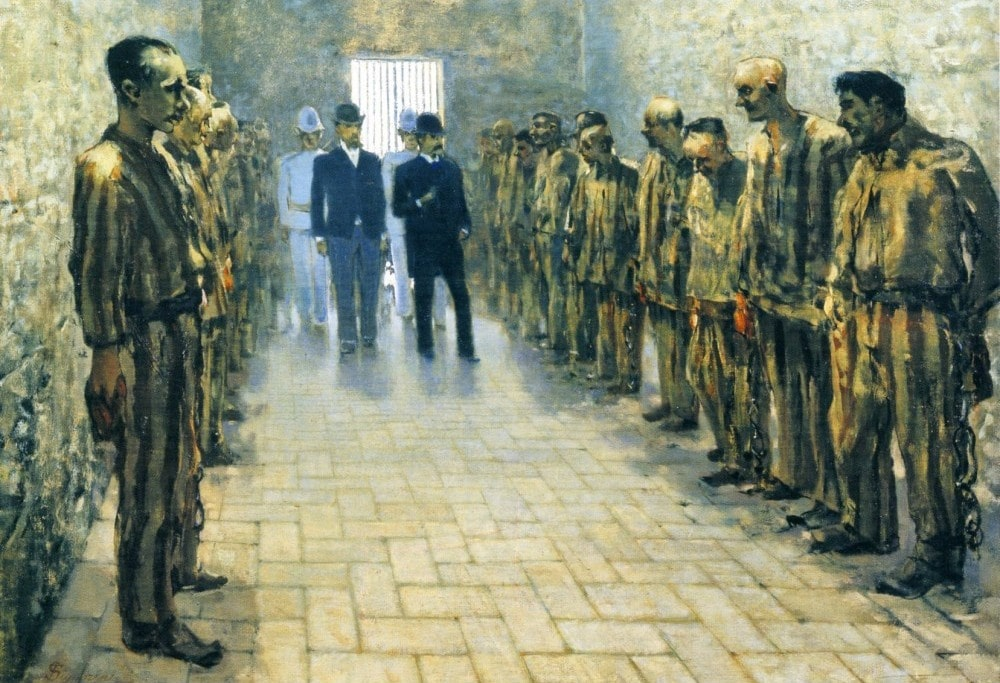
Crocco (premier à droite) à la prison de Portoferraio, par Telemaco Signorini.

Pendant sa vie en prison, Crocco fait preuve d'un comportement calme et discipliné, obtenant le respect des autres détenus par l'autorité qu'inspiraient son nom et son passé. Il ne se joint pas aux chahuts et aux revendications des prisonniers, préférant rester sur son quant-à-soi et venir au secours des plus démunis.
En prison, il reçoit la visite de Pasquale Penta, une criminologue de l'école de Lombroso, qui y séjourne pendant dix mois. Contredisant l'avis du directeur, qui considère Crocco comme « très dangereux et à tenir en permanence sous observation », Penta estime que le bandit n'a pas les caractéristiques du « délinquant-né ». Selon lui, il est en effet capable « de grands délits, mais également de générosité, de sentiments nobles et de belles actions ». L'origine de sa carrière criminelle serait dès lors à rechercher « dans le germe de la folie maternelle ». Dans sa carrière de chef de bande, Crocco a bien, selon Massa, commis « mille délits : saccagé et incendié des cités, tué, et particulièrement ceux qui l'avaient trahi, rançonné, extorqué… ». Mais, dans le même temps, il a cherché à tenir sous contrôle « d'autres brigands et des petits chefs de bande bestiaux, cruels, et traité sur un pied d'égalité avec les généraux italiens » ; « il imposait que soient respectées les femmes honnêtes, mariées ou célibataires ; qu'on ne fasse pas plus de mal que nécessaire, et qu'on ne dépasse pas la mesure en matière de vengeance, qu'il poursuivait de manière inexorable. Il donna de l'argent à de nombreux jeunes hommes qui n'avaient pas de quoi se mettre en ménage, et offrit à de pauvres paysans du bétail et des outils de travail ».
Même Vincenzo Nitti, le fils du médecin assassiné à Venosa, militaire de la Garde nationale italienne et témoin oculaire des faits, le considérait comme « un voleur-né » mais aussi comme un « bandit qui sortait du lot par son intelligence, son astuce, son audace, et même une certaine générosité à la mode des brigands ».
En 1902, au moment où Crocco est transféré du bagne de Portoferraio, se présente un groupe d'étudiants en médecine légale de l'Université de Sienne, accompagné du professeur Salvatore Ottolenghi. Ils ont pour objectif d'interviewer les condamnés dans un objectif didactique. Ottolenghi obtient un entretien avec Crocco, que le professeur considère comme « le vrai représentant de l'époque la plus célèbre du brigandage », le surnommant par ailleurs, le « Napoléon Ier des brigands ».
L'entretien sera publié l'année suivante par Romolo Ribolla, un des étudiants d'Ottolenghi, dans l'ouvrage Voci dall'ergastolo (Paroles de prison). Le bandit, désormais âgé et malade, s'y repent de son passé et y résume sa vie, en laissant couler quelques larmes. Il rend hommage à Garibaldi et à Victor-Emmanuel II, qui lui a accordé la grâce, avouant avoir été frappé par l'assassinat de son successeur (Humbert Ier d'Italie) par l'anarchiste Gaetano Bresci. Son désir était de mourir dans sa cité natale, mais son vœu ne fut pas exaucé : Crocco s'éteignit dans la prison de Portoferraio, le 18 juin 1905, à l'âge de 75 ans.

## Vie privée
Crocco eut une première liaison avec une femme prénommée Olimpia. Quand il prit le commandement de sa propre troupe, il se lia avec Maria Giovanna Tito, qui s'était jointe à la bande. Celle-ci le suivit alors fidèlement, ce qui mit fin à la relation entre Crocco et Olimpia. Crocco la quitta par la suite, s'étant entiché de la vivandière de la bande d'Agostino Sacchitiello, son lieutenant de Sant'Agata di Puglia. Malgré la fin de leur relation, Maria Giovanna resta proche de Crocco jusqu'à ce qu'elle soit arrêtée en 1864. Le brigand eut également une brève relation avec Filomena Pennacchio, qui devint par la suite la compagne de son lieutenant Giuseppe Schiavone.

## Les mémoires

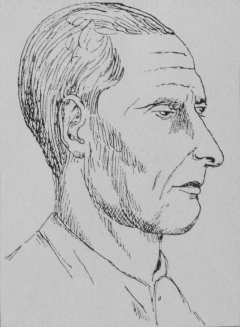
Crocco dans la prison de Santo Stefano, croquis de Pasquale Penta.

Pendant sa captivité, le brigand commença à rédiger son autobiographie, qui donna lieu à trois manuscrits (dont un, confié au professeur Penta, fut perdu. Le texte le plus connu est celui que Crocco rédigea avec l'aide d'Eugenio Massa, capitaine de l'armée royale. Massa, qui reconnaissait les capacités de leader du brigand ( « S'il avait vécu au Moyen Âge, il se serait hissé à la hauteur d'un condottiere), publia le récit, en y ajoutant l'interrogatoire de Caruso, dans un ouvrage intitulé Gli ultimi briganti della Basilicata: Carmine Donatelli Crocco e Giuseppe Caruso (1903). Le livre fut réédité plusieurs fois par divers éditeurs : Tommaso Pedio (Manduria, Lacaita, 1963), Mario Proto (Manduria, Lacaita, 1994) et Valentino Romano (Bari, Adda, 1997). Une autre version fut publiée, sans révision linguistique, par l'anthropologue de Francesco Cascella sous le titre Il brigantaggio: ricerche sociologiche ed antropologiche (1907), avec une préface de Cesare Lombroso.
Les mémoires de Crocco transcrits par le capitaine Massa sont, encore aujourd'hui, sujets à controverses et leur authenticité a même été mise en doute. Selon Tommaso Pedio, certains épisodes ne correspondent pas à la réalité. Benedetto Croce estime que les mémoires étaient « mensongers ».
Del Zio considère que le brigand est bien l'auteur du texte, étant donnés « le récit, la connaissance exacte des personnes, des lieux, des localités, des campagnes et les initiales de nombreuses personnes citées mais il estime que sa version des événements est peu crédible : « Crocco ment sur de nombreux faits, exagère sur d'autres, occulte presque toujours et constamment sa brutalité et ses saletés. Indro Montanelli considère qu'il s'agit d'une composition « viciée par l'emphase et les réticences, mais assez sincère et contenant des détails intéressants sur la vie des brigands.

## Lieutenants de Crocco

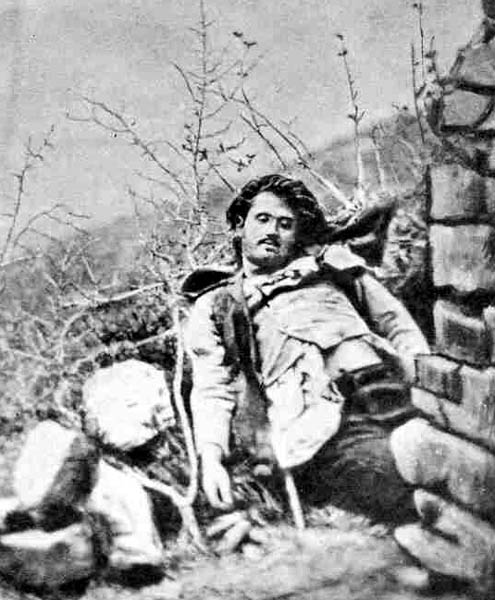
Ninco Nanco, un des plus redoutés lieutenants de Crocco

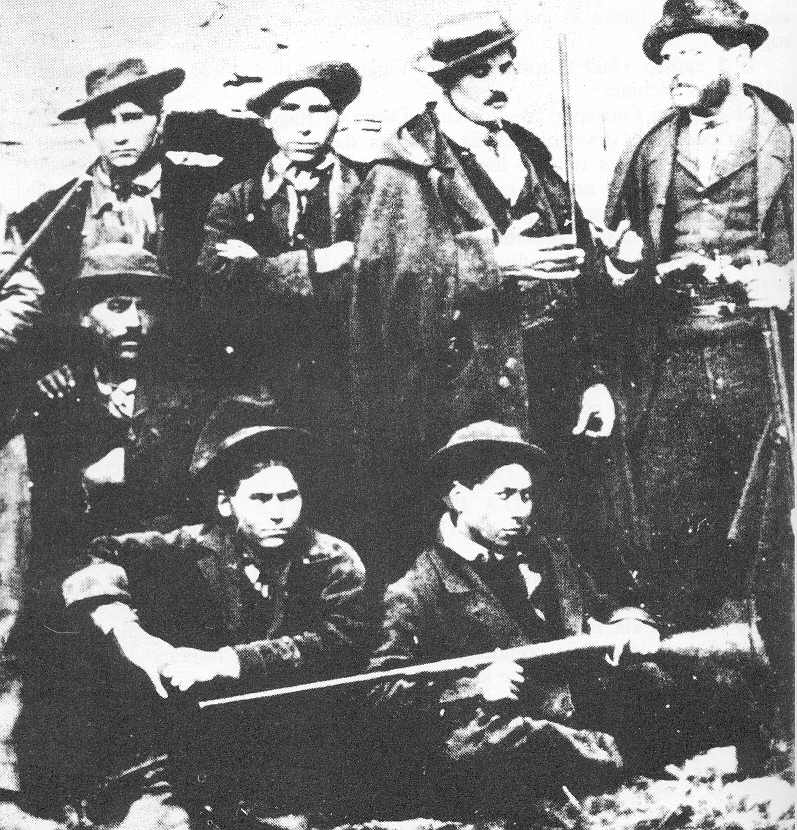
La bande de Vincenzo « Totaro » Di Gianni

- Giuseppe Nicola Summa, dit Ninco Nanco, originaire d'Avigliano - Il prend le maquis après s'être échappé de prison, où il purgeait une peine pour homicide. Réputé pour sa cruauté, il est tué, le 13 mars 1864, lors d'une embuscade tendue par la Garde nationale italienne.
- Giuseppe Caruso, dit «Zi Beppe», originaire d'Atella – Garde champêtre de métier, il s'adonne au brigandage à partir de 1861, après avoir assassiné un membre de la Garde nationale. Il trahit Crocco et les informations qu'il donne aux autorités sont déterminantes pour l'organisation de la répression. Il recevra, en récompense, la charge de garde forestier de la commune de Monticchio.
- Vincenzo Mastronardi, dit «Staccone», originaire de Ferrandina – Évadé de prison où il purgeait une peine de droit commun, il se joint au mouvement unitaire. Déçu dans ses espoirs de grâce, il rejoint Crocco et devient un de ses principaux lieutenants. Capturé, il est tué en 1861 dans des circonstances mal élucidées.
- Teodoro Gioseffi, dit «Caporal Teodoro», originaire de Barile - Également garde champêtre. Arrêté, il est condamné aux travaux forcés à perpétuité.
- Giuseppe Schiavone, dit «Sparviero», originaire de Sant'Agata di Puglia - Ancien sergent dans l'armée des Bourbons, il rejoint la bande de Crocco pour ne pas avoir à prêter serment à l'armée italienne. Moins cruel que la plupart de ses associés, il est cependant condamné à mort et fusillé.
- Agostino Sacchitiello, de Bisaccia - Actif, en tant que représentant de Crocco, dans la zone de l'Irpinia, il est arrêté en 1864.
- Giovanni Fortunato, dit «Coppa», originaire de San Fele - Le plus renommé et « le plus féroce de tous », selon Crocco lui-même[95]. Bâtard d'un baron et d'une fille du peuple, il est élevé par les Crocco avant d'être confié à une autre famille. Enrôlé dans l'armée des Bourbons, il revient à San Fele après la chute du royaume des Deux-Siciles. Passé à tabac par des villageois, il rejoint la bande de Crocco et se fait connaître pour sa cruauté, au point d'être craint par ses propres complices, qui redoutent son manque total de compassion, même envers ses plus proches (il tue son frère, qui avait mis à sac une ferme sans son accord[96]). Il est assassiné en juin 1863, peut-être par Donato «Tortora» Fortuna, qui lui aurait reproché d'avoir violenté sa femme[97]. Dans un entretien de 1887, Francesco "Tinna" Fasanella revendique lui aussi cet homicide, estimant que « Fortunato était le genre de brigand qui avait chaque jour besoin d'une personne à occire[98]».
- Pasquale Cavalcante, originaire de Corleto Perticara – ancien soldat de l'armée des Bourbons, lui aussi humilié à son retour au pays. Un membre de la Garde nationale ayant malmené sa mère et lui ayant cassé une côte, Cavalcante se venge en tuant l'agresseur. Il rejoint la bande de Crocco et y commande la cavalerie. Capturé après avoir été dénoncé, il est condamné à mort, le 1er août 1863, à Potenza.

« 
Je mérite la mort parce que j'ai été assez cruel envers un certain nombre de ceux qui sont tombés entre mes mains. Mais je mérite aussi pitié et pardon parce que j'ai été poussé à ces délits contre ma nature. J'étais sergent de François II et, rentré chez moi après avoir été démobilisé, on m'arracha mon uniforme, on me cracha au visage et on ne me laissa plus un instant de répit, me faisant souffrir insultes et mauvais traitement jusqu'à chercher à déshonorer ma sœur. Aveuglé par la rage et par la honte, je ne trouvai alors d'autre voie pour me venger que de devenir féroce et cruel envers tout le monde : mais j'aurais vécu une vie honnête si on m'avait laissé en paix. Maintenant, je vais mourir résigné ; que Dieu vous libère de mon infortune.
 »
- Francesco Fasanella, dit « Tinna », originaire de San Fele - Militaire démobilisé de l'armée des Bourbons, on lui reproche son engagement lors de son retour chez lui. Pris à partie par Felice Priora, un membre de la Garde nationale, il le fait tomber et prend le maquis. Sa femme, enceinte de sept mois, ayant été fusillée pour complicité[100], Fasanella tue Priora et rejoint la bande de Crocco. Il se constitue prisonnier en 1863 et il est condamné à vingt ans de réclusion. Il est libéré en 1884 et retourne dans sa cité natale.
- Donato Antonio Fortuna, dit «Tortora», originaire de Ripacandida - Ancien militaire de l'armée des Bourbons, il prend le maquis pour ne pas avoir à rejoindre l'armée des Savoie. Il se voit confier par Crocco la bande du brigand Dei Biase, après la mort de ce dernier. Il se constitue prisonnier à Rionero et est condamné en 1864 aux travaux forcés à perpétuité.
- Vito di Gianni, dit «Totaro», originaire de San Fele - Ancien gendarme au service des Bourbons, il est un des derniers membres de la bande être arrêté par la Justice, en février 1865, marquant la fin de l'hégémonie de Crocco. À Giuseppe Lioy, un prêtre de Venosa qui l'invitait à se rendre, il répondit « Nous avons été foulés au pied. Nous nous sommes vengés. Voilà tout[101] ».

## Postérité

### Films et télévision
- L'eredità della priora (1980): mini-série télévisée de Anton Giulio Majano, avec Alida Valli, Giancarlo Prete, Carlo Giuffré et Evelina Nazzari.
- 'o Re (1989): film de Luigi Magni, avec Giancarlo Giannini, Ornella Muti et Carlo Croccolo.
- Li chiamarono... briganti! (1999): film de Pasquale Squitieri, avec Enrico Lo Verso, Claudia Cardinale, Benoît Vallès, Giorgio Albertazzi et Franco Nero.
- Il generale dei briganti (2012): mini-série télévisée de Paolo Poeti, avec Daniele Liotti, Raffaella Rea et Massimo Dapporto.
- Basilicata coast to coast (2013): film de Rocco Papaleo, avec Papaleo, Alessandro Gassman et Giovanna Mezzogiorno[102]

### Musique
- Il brigante Carmine Crocco: chanson de Eugenio Bennato (Brigante se more, 1980).
- Quistione Meridionale: chanson du groupe Canzoniere grecanico salentino (Come farò a diventare un mito, 1983)

### Théâtre
- Terra Promessa. Briganti e Migranti (2011): représentation de Marco Baliani, Maria Maglietta et Felice Cappa.

### Autre
- La Firema a construit une rame automotrice baptisée « Donatello » en l'honneur du brigand[103].